# Matheus Thuler
Matheus Soares Thuler (ur. 10 marca 1999 w Rio de Janeiro) – brazylijski piłkarz występujący na pozycji obrońcy we francuskim klubie Montpellier HSC. Wychowanek Flamengo. Młodzieżowy reprezentant Brazylii.